# Zuidelijke dikbekkanarie
De zuidelijke dikbekkanarie (Crithagra buchanani; synoniem: Serinus buchanani) is een zangvogel uit de familie Fringillidae (vinkachtigen).

## Verspreiding en leefgebied
Deze soort komt voor op de savannen van zuidelijk Kenia en noordoostelijk Tanzania.